# Estatura baja en edad pediátrica
Se define estadísticamente, talla baja en edad pediátrica cuando la estatura de un niño o niña se sitúa por debajo de dos desviaciones estándar de la media poblacional, o debajo de la percentila 3 en las tablas de crecimiento correspondientes a la edad y género.
También se considera talla baja cuando el niño o niña crece por debajo de la curva o percentil de crecimiento esperado para su familia o cuando su velocidad de crecimiento es persistentemente baja.

## Epidemiología
De acuerdo al criterio estadístico el 3% de la población mundial presenta talla baja.
En la Encuesta Nacional de Salud y Nutrición de Medio Camino 2016 en México, la prevalencia de talla baja, asociada a desnutrición, en menores de 5 años fue de 13.6%, lo que representa casi 1.5 millones de niños con esta condición.
La frecuencia varía dependiendo de la causa y la población a la que pertenece el menor.

## Clasificación

### Variantes normales
- Talla baja familiar
- Retraso constitucional del crecimiento y desarrollo

### Trastornos primarios del crecimiento
- Displasias óseas: acondroplasia, hipocondroplasia, disostosis cleidocraneana, osteogénesis imperfecta, discondrosis, etc.
- Enfermedades metabólicas: mucopolisacaridosis, glucogenosis, fenilcetonuria, etc.
- Anomalías genéticas: síndrome de Turner, síndrome de Noonan, síndrome de Down, síndrome de Prader-Willi, síndrome de Seckel, etc.
- Retraso del crecimiento intrauterino: idiopático o secundario a drogadicción, infecciones o patologías maternas.

### Talla baja secundaria

#### Alteraciones nutricionales
- Malabsorción
- Falta de disponibilidad de alimentos
- Anorexia nerviosa

#### Enfermedades crónicas
- Intestinales (enfermedad celiaca, ileítis regional, hepatopatías)
- Cardiovasculares (cardiopatías congénitas, insuficiencia cardiaca)
- Renales (tubulopatías, pielonefritis, insuficiencia renal crónica)
- Hematológicas (anemias, leucemias)
- Pulmonares (fibrosis quística, asma grave)
- Tumorales (craneofaringioma, disgerminoma, tumor de Wilms)

#### Enfermedades endócrinas
- Alteraciones del eje somatotropo (deficiencia de GH, insensibilidad a la GH, insuficiencia del IGF-1)
- Hipotiroidismo (congénito, adquirido)
- Pseudohipoparatiroidismo
- Algunas formas de raquitismo (dependiente tipo II de la vitamina D)
- Diabetes mellitus mal controlada.[5]

## Abordaje inicial
La evaluación clínica del paciente con talla baja, realizada por el pediatra, comienza con una historia personal y familiar, seguida de un examen físico completo que incluya medición de proporciones corporales y la determinación del estadio puberal.
La recomendación general es registrar peso, talla y velocidad de crecimiento en la gráfica correspondiente de las diferentes visitas médicas.
También se debe compar la talla del niño o niña con la talla de su padre y madre, para lo que se usa el cálculo de la talla blanco familiar. 
Hombre: la suma de la talla del padre y la talla de la madre (en cm) dividida entre 2, y al resultado se le suma 6.5
Mujer: la suma de la talla del padre y la talla de la madre (en cm) dividida entre 2, y al resultado se le resta 6.5

### Antecedentes de importancia[1]
- Datos previos del crecimiento.
- Embarazo con retardo en el crecimiento intrauterino, uso de drogas, consumo de alcohol, infecciones.
- Talla, peso, perímetro cefálico al nacimiento y edad gestacional
- Prematurez, presentación pélvica, asfixia y/o ictericia.
- Edad de inicio de los signos puberales (desarrollo mamario en niñas y vello púbico y crecimiento testicular en niños)
- Enfermedades, cirugías o ingestión de medicamentos
- Historial médico de diferentes  órganos y sistemas, ejemplo, síntomas cardiacos, pulmonares, intestinales  (dolor abdominal, distensión, diarrea, constipación) renales,  endocrinológicos (fatiga), sistema nervioso central (dolor de cabeza,  disturbios visuales, vómito).
- Hipotonía, ronquidos
- Historia de alimentación del primer año (si la nutrición es mala, habitualmente se afecta más el peso que la talla)
- Consanguinidad
- Talla de los padres (es preferible medirla que solo señalar el dato)
- Tiempo de la pubertad materna (edad de inicio de menarca)
- Historia familiar (enfermedades autoinmunes, alteraciones del crecimiento, esqueléticas o endocrinológicas)
- Manifestaciones de retardo intelectual

## Diagnóstico

### Estudios de laboratorio y radiológicos
En todo niño con talla baja se debe evaluar la edad ósea para valorar maduración esquelética. Estudios complementarios serán solicitados por el pediatra y/o el endocrinólogo pediatra, de acuerdo a la valoración clínica.

## Tratamiento
El tratamiento depende de la causa de la talla baja y debe ser ajustado a cada individuo. Primero deben ser tratados los trastornos primarios y secundarios del crecimiento. Los trastornos secundarios incluyen alteraciones de la nutrición, enfermedades crónicas y enfermedades metabólicas.
 
El tratamiento con hormona de crecimiento recombinante humana se recomienda en los siguientes casos:
- Deficiencia de la hormona de crecimiento
- Síndrome de Turner
- Pequeños para edad gestacional sin crecimiento de recuperación
- Síndrome de Prader-Willi
- Insuficiencia renal crónica
- Talla baja idiopática
- Síndrome de Noonan
- Síndrome de Silver Russell
- Deficiencia del gen SHOX

La utilidad de la hormona de crecimiento recombinante humana en otras condiciones se encuentra en evaluación y queda a consideración del endocrinólogo pediátra.